# Sieraków
Sieraków (pronunciación en polaco: /ɕɛˈrakuf/; 1943–1945 en alemán: Sirkenhauland) es un pueblo ubicado en el distrito administrativo de Gmina Gostynin, dentro del Condado de Gostynin, Voivodato de Mazovia, en el este de Polonia central. Se encuentra aproximadamente a 6 kilómetros al sur de Gostynin y a 108 kilómetros al oeste de Varsovia.